# LBH
LBH (англ. Limb bud and heart development) – білок, який кодується однойменним геном, розташованим у людей на короткому плечі 2-ї хромосоми.  Довжина поліпептидного ланцюга білка становить 105 амінокислот, а молекулярна маса — 12 217.
| 10         |  | 20         |  | 30         |  | 40         |  | 50         |
| ---------- |  | ---------- |  | ---------- |  | ---------- |  | ---------- |
| MSIYFPIHCP |  | DYLRSAKMTE |  | VMMNTQPMEE |  | IGLSPRKDGL |  | SYQIFPDPSD |
| FDRCCKLKDR |  | LPSIVVEPTE |  | GEVESGELRW |  | PPEEFLVQED |  | EQDNCEETAK |
| ENKEQ      |  |            |  |            |  |            |  |            |

A: Аланін

C: Цистеїн

D: Аспарагінова кислота

E: Глутамінова кислота

F: Фенілаланін

G: Гліцин

H: Гістидин

I: Ізолейцин

K: Лізин

L: Лейцин

M: Метіонін

N: Аспарагін

P: Пролін

Q: Глутамін

R: Аргінін

S: Серин

T: Треонін

V: Валін

W: Триптофан

Кодований геном білок за функціями належить до білків розвитку, фосфопротеїнів. 
Задіяний у таких біологічних процесах як транскрипція, регуляція транскрипції. 
Локалізований у цитоплазмі, ядрі.